# ボオルチュ
ボオルチュ（Bo'orču、生没年不詳）は、モンゴル帝国のチンギス・カンの家臣で、イェスゲイ没後の貧窮時代からチンギス・カンに仕えた続けたモンゴル帝国草創期の第一等の勲臣である。
アルラト部族の出身で、いわゆる四駿の一人、中国史料の『元史』には、四駿は四傑とも称される。漢文資料では『元朝秘史』では孛斡児出、『元史』等では博爾朮などと表され、『集史』等のペルシア語資料では بورچى نويان Būrchī Nūyān または بوغورچى نويان Būghūrchī Nūyān と表記されている。

## 概要
『元朝秘史』、『元史』によれば、伝説的とも言える君臣の出会いの逸話が伝えられ、『元朝秘史』巻八には1206年初春のチンギス・カン第二次即位の場面において88名の千戸長を選定した勲臣リストが載るが、うちボオルチュはイェスゲイに仕えたコンゴタン氏族のモンリク・エチゲに次ぐ勲臣第2位に列記されている。
『元朝秘史』および『集史』によれば、チンギス・カンの七世の祖であるカイドゥ・カンにはバイシンゴル・ドクシン（チンギス・カンの祖先）、チャラカイ・リンクム、チャウジン・オルテゲイの三人の息子があったといい、このチャウジン・オルテゲイから派生した部族のうち、オロナウル、コンゴタン、スニトと並んでアルラト部族が挙げられている。
『元朝秘史』巻二の逸話によると、父のイェスゲイと部民を失い、困苦の日々を送っていたテムジン（後のチンギス・カン）の一家は、ある日、遊牧民にとって財産である馬のほとんどを盗まれてしまった。奪回のため、追跡を開始した途中でテムジンがたまたま出会ったのがボオルチュだった。テムジンから、事情を聞いた彼の行動が、目撃していた盗賊の追跡と、そのアジトの強襲と劫掠の協力であった。13歳の少年とは思えないその義侠、不敵、智勇に感銘をうけたテムジンは、最初の部下として、親友として行動を共にさせる。
以後、帝国初期の創業に参画し、長じて異数の勇者に成長する。戦争に強いだけでなく、政策の相談を受けることもあったようである。モンゴル草原の制覇の後は、中国北部、中央アジアに征旗をたて、誠忠と智勇は、チンギス・カンが高く認めるところであった。
後にチンギス・カンは、最も有能と認め信頼を寄せた四駿の一人、ムカリを得た。上述のとおり、『元朝秘史』第八巻第二百二段に載る1206年のチンギス・カンの第二次即位の時の功臣リストでは、ボオルチュは、筆頭のコンゴタン氏族のモンリク・エチゲ（イェスゲイの代からテムジンの一家に仕えた老臣で巫者ココチュ・テプ・テングリの父）に次ぐ帝国の功臣第二位にあり、第三位のムカリや第七位のバルラス部族のクビライを凌ぎ、『集史』「チンギス・ハン紀」や「オゴデイ・カアン紀」、「アルラト部族誌」でも、ボオルチュはチンギス・カンからオゴデイの時代にかけてモンゴル帝国における全諸将筆頭（ امير الأمراء amīr al-umarā' 諸アミールのアミール、大アミール）であったことが述べられており、モンリク・エチゲ、ココチュらコンゴタン氏族の勢力が失脚してからは名実共にモンゴル帝国の筆頭部将として活躍した。
事実、近代以前の最高軍事力のひとつであった十二万九千戸のモンゴル集団を分配した時、三万八千戸を統帥する、最高統率者、右翼（バラウン・ガル）万戸長に任命されトルイ家を補佐したようである。封土はアルタイ山脈方面にあった。
ボオルチュの没年ははっきりしていない。『元史』巻百十九「博爾朮伝」にはチンギス・カン在世中に病没したように書かれているが、『集史』ではオゴデイの治世半ばまで存命し引き続き帝国の諸将筆頭として盛んに活躍している（これを受けて『新元史』や屠寄編著の『蒙兀児史記』などでは没年が修正されている）。チンギス・カンの治世に広平路の「戸一万七千三百」を分地として下賜を受けた。ボオルチュの没後、大元ウルスのオルジェイトゥ・カアン（成宗テムル）により、大徳五年（1301年）に「広平王」を追封され、「武忠」と諡された。
その死後、爵位たる広平王は息子のボロルタイ（漢文史料では孛欒台、ペルシア語史料ではبورالتای）が継ぎ、孫のウズ・テムル（中国史料では玉昔帖木児、ペルシア語史料ではاوز تیمور）が継いだ。

## 親族
ボオルチュの一族に関する記述は『元朝秘史』『集史』『元史』といった史料間で異同が大きく、その家系を完全に再現することは不可能ともされている。

### 父
ボオルチュの父親について、『集史』には記録がないが『元朝秘史』はナク・バヤンという人物であったとする（『元朝秘史』では、納忽伯顔 Naqu Bayan）。

### 兄弟
ボオルチュには『集史』ではドゴルク・チェルビ（後述するように実際にはボオルチュの親族ではないと見られる）、『元朝秘史』ではオゲレ・チェルビという兄弟がおり、ともに千人隊長に任ぜられたと記録されている。ただし、『元朝秘史』ではボオルチュはナク・バヤンの一人息子であったと強調されており、オゲレがボオルチュの実際の兄弟であったかは疑問が残る。モンゴルでは同世代ならば従兄弟関係でも兄/弟と呼び合うという風習があり、ドゴルク及びオゲレも実際にはボオルチュの従兄弟であったが、当時の慣習に従って「ボオルチュの兄弟」と記録された可能性がある。
『集史』「ウルナウト部族誌」の「第二子アルラト（アルラト部族の名祖）条」（アルラト部族誌）および同「チンギス・カン紀・千人隊一覧」には、ボオルチュにはドゴルク・チェルビ توقولقو چربى Tūqulqū Charbī / دوقلقو چربى  Dūqulqū Charbī という兄弟がおり左翼の千人長であると記される。一方、『元朝秘史』巻3/120段には、オゲレ・チェルビ 斡歌連扯児必 Ögölen-čerbiという人物がボオルチュの弟であると記される。

### 息子・甥

#### ボロルタイ
諸史料は一致してボロルタイという人物がボオルチュの後を継いだとするが、『元史』ではボオルチュの息子、『集史』ではボオルチュの甥とされて記述が食い違う。ただし、先述したようにモンゴルでは同世代の者を兄弟と呼び合うので、本来「甥」とするべき箇所を誤解して「息子」と書き記した可能性がある。ボロルタイはボオルチュの右翼軍を受継ぎバトゥの西方遠征では宿将となるなど活躍し、特に息子のウズ・テムルは大元ウルスの名臣として名高い。

#### アジュル
『集史』「アルラト部族志」によると「ボオルチュの息子（アジュル）」が、ボロルタイの息子のバルジクの後ボオルチュ家当主の地位を継いだと記す。『集史』にはこの「ボオルチュの息子」の名前が記されないが、『五族譜』「クビライ・カアンの御家人一覧」の記述により「アジュル・ノヤン」という名前であると判明する。『元史』にも対応する人名が記録されているがボオルチュとの関係は不明で、実際にボオルチュの息子であるとすると活躍年代が遅すぎるなど、不明な点の多い人物。

#### エル・テムル
『五族譜』「クビライ・カアンの御家人一覧」に記される人物で、「ボオルチュ・ノヤンの息子であり……その父のボオルチュの地位を彼に委ねた」と記される。アジュル同様ボオルチュの息子とするには活躍年代が遅すぎ、また他の史料に記載がないなど不明な点の多い人物。また、同じく『五族譜』「クビライ・カアンの御家人一覧」には「ブラルダイ：イルカトミシュの息子……エル・テムルの後、ボオルチュ・ノヤンの地位を彼に委ねた」とも記され、ブラルダイなる人物がエル・テムルの地位を継承したと記されている。

### その他の親族

#### ベクレミシュ一族
『集史』「アルラト部族志」には「ボオルチュ・ノヤンの末裔」ベクレミシュの一族がイラン方面に移住し、フレグ・ウルスに仕えていたことが記録されている。ベクレミシュにはウジャン、トカルという息子がおり、トカルは謀叛を起こして処刑されたが、ウジャンの息子のサルは『集史』編纂時点でガザン・カンに仕えていた。

## アルラト部広平王ボオルチュ家
- ナク・バヤン（Naqu Bayan ＞納忽伯顔/nàhū bǎiyán）
  - 右翼万人隊長ボオルチュ・ノヤン（Bo'orču ＞孛斡児出/bówòérchū,بورچى نويان/būrchī nūyān）
    - 右翼万人隊長ボロルタイ（Boroldai ＞孛欒台/bóluántái,بورالتای/būrāltāī）
      - 西方大将バルジク（Balčiq ＞班里赤/bānlǐchì,بالجیق/bāljīq）
      - ジルカミシュ（J̌irqamiš ＞جیرقامیش/jīrqāmīsh）
      - オルク・ノヤン＝御史大夫ウズ・テムル（Üz temür ＞玉昔帖木児/yùxī tièmùér,اور تیمور/ūz tīmūr）
        - 広平王ムラク（Mulaq ＞木剌忽/mùlàhū）
          - 広平王アルクトゥ（Arqtu ＞阿魯図/ālŭtú）

        - 万人隊長トオリル（To'oril ＞脱憐/tuōlián）
        - 御史大夫トクトガ（Toqtoγa ＞脱忒哈/tuōtèhā）

    - アジュル・ノヤン（Aǰul Noyan ＞阿朮魯/āzhúlŭ,اجل نویان/ājul nūyān）
    - エル・テムル（El temür ＞یل تمور/īltimūr）

  - オゲレ・チェルビ（Ögele Čerbi ＞斡闊烈闍里必/wòkuòliè shélǐbì,اوکلا جربی/ūkla jarbī）